# Conley McMullen
Conley K. McMullen is een Amerikaanse botanicus.
Zijn B.Sc. behaalde hij aan de Eastern Mennonite University. Aan de James Madison University behaalde hij in 1980 zijn M.Sc.. Hij studeerde hier af met zijn masterscriptie Survey of the vascular flora of Rockingham County, Virginia. Aan de University of Maryland behaalde hij in 1986 een Ph.D. met het proefschrift Self-compatibility, self-incompatibility, and pollination agents of representative Galapagos Islands angiosperms.
McMullen is associate professor op de afdeling biologie aan de James Madison University in Virginiana. Hier geeft hij onder meer onderwijs met betrekking tot organismen, morfologie en anatomie van vaatplanten, veldbotanie, morfologie van niet-vaatplanten en systematiek van vaatplanten.
McMullen houdt zich bezig met onderzoek naar bedektzadigen van de Galápagoseilanden en hun bestuivers. In 1999 is zijn Flowering Plants of the Galápagos verschenen, een geïllustreerde flora van de Galápagoseilanden. Op de Galápagoseilanden heeft hij onder meer samengewerkt met de Deense botanicus Ole Hamann. McMullen houdt hij zich ook nog bezig met een inventarisatie van de vaatplanten uit Rockingham County (Virginia).
McMullen is directeur en conservator van het herbarium van de James Madison University. Hij is lid van meerdere biologische organisaties, waaronder de American Society of Plant Taxonomists, de Botanical Society of America, de Charles Darwin Foundation en de Linnean Society of London.

## Publicatie
- Flowering Plants of the Galápagos; Conley K. McMullen; Cornell University Press (1999); ISBN 0801437105 / ISBN 0801486211